# 山吹站
山吹站（日语：／ Yamabuki eki */?）是位於日本長野縣下伊那郡高森町山吹的東海旅客鐵道（JR東海）飯田線車站。

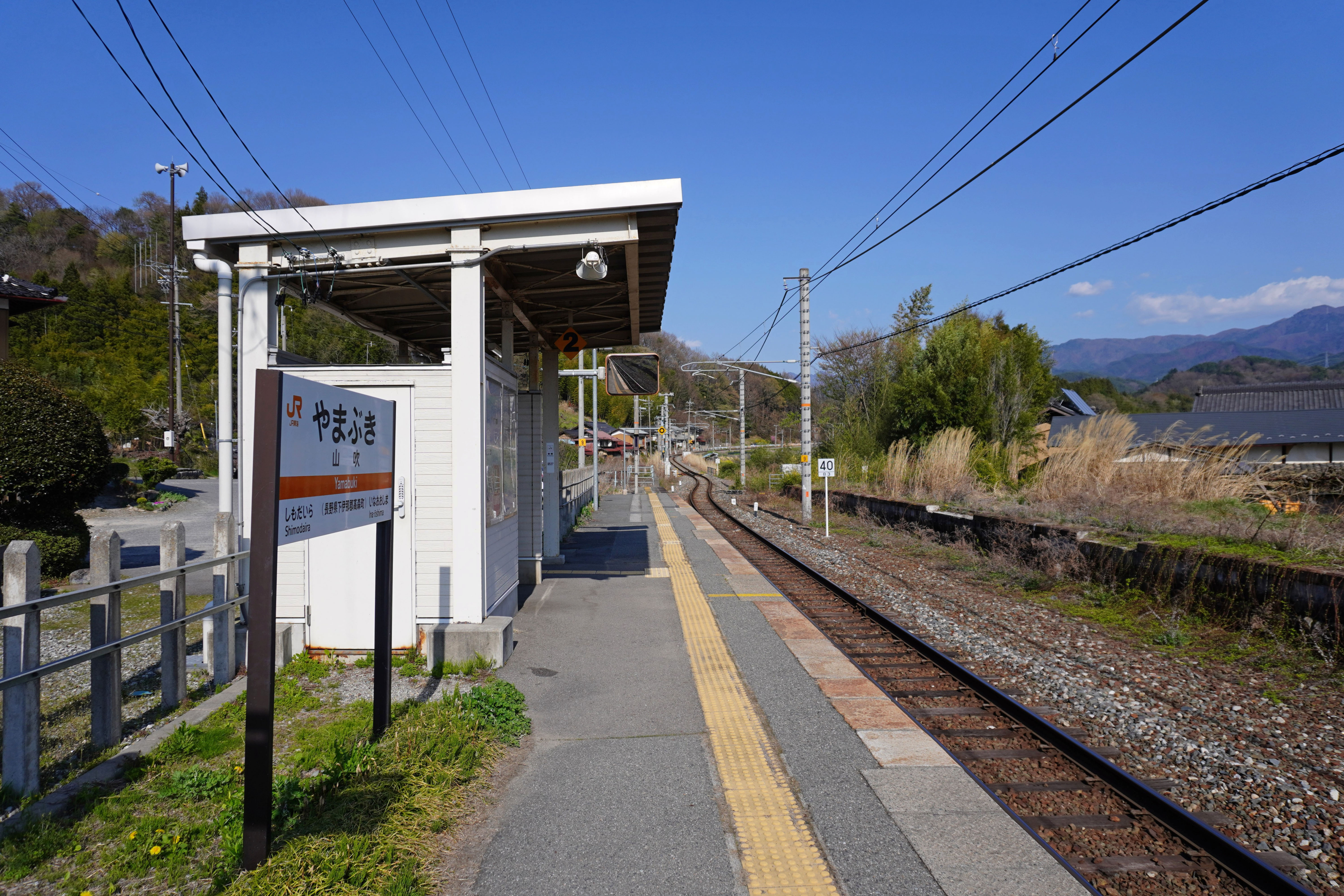
候車室與月台(2023年4月)

## 車站構造
- 單式月台，1面1線，不可以列車交會。曾經為相對式月台，2面2線。
- 地面車站。
- 由飯田站管理的無人站。
- 設有站舍。

## 車站周邊
- 台城公園
- 國道153號
- 山吹變電站

## 历史
- 1923年（大正12年）1月15日 - 伊那電氣鐵道線山吹站至伊那大島站延伸段啟用。新設山吹站終點站。
- 1923年（大正12年）3月13日 - 伊那電氣鐵道線山吹站至市田站延伸段啟用。成為一個中途站。
- 1943年（昭和18年）8月1日 - 伊那電氣鐵道線國有化，成為國鐵飯田線車站。
- 1971年（昭和46年）12月1日 - 貨物與行李起卸服務停止。
- 1983年（昭和58年）2月24日 - 成為無人化。平交道遷移位置。
- 1987年（昭和62年）4月1日 - 因國鐵分割民營化，本站成為東海旅客鐵道的車站。
- 2008年（平成20年）1月27日 - 上行月台停用。只剩下1面1線的月台。
- 2008年（平成20年）12月9日 - 新站舍（簡單候車室）開始使用。

## 相鄰車站
東海旅客鐵道
 飯田線
■快速「水篶」
通過
■普通
下平－山吹－伊那大島